# Индис (мученик)
Индис — евнух, святой мученик никомедийский. Память 3 сентября и 28 декабря.

## Житийный сюжет
Существовало предание, что до крещения он был языческим жрецом. Погиб вместе с епископом Анфимом и 20 000 мучениками в 302 году, при Диоклетиане. В «Житии» Анфима утверждается, что Индису, вместе с Горгонием и Петром привязали к шее жёрнов и утопили в море. Тела мучеников вытащили из воды рыбаки, погребение на себя взяла девица Домна, которая за это была убита язычниками.

## Версия Симеона Метафраста
Пространное Метафрастово сказание о страдании Индиса и Домны помещено в Патрологии Миня (т. 116, стб. 1033). Сюжет отличался: Домна называется «девой, воспитанной в царских чертогах» (императора Максимиана) и даже языческой жрицей Дианы и Минервы, хранящей девство. Тайно читая Новый Завет, она была крещена вместе с её наставником-евнухом — Индисом. Сохранять втайне веру оказалось невозможным, и они подверглись мучениям со стороны языческих жрецов. Имитируя безумие, Домна добилась помещения её в монастырь под видом убежища, где лечат душевные болезни, Индис был приставлен к ней. После возвращения императора из похода, Индис был возвращён в дворцовое капище, но отказывался совершать языческие жертвоприношения, за что был и арестован. Чтобы уберечь Домну, игуменья Агафья остригла её по-мужски и укрыла в мужской обители. Дальнейший сюжет аналогичен «Житию» Анфима: Домна была убита, когда молилась над телами мучеников, выловленных из вод морских.